# Scythris scopolella
Scythris scopolella là một loài bướm đêm thuộc họ Scythrididae. Nó được tìm thấy ở bán đảo Iberia, phía bắc đến Bỉ, phía đông đến Ba Lan, Cộng hòa Séc, Áo và Ý. Nó cũng được tìm thấy ở Bulgaria và on Kríti.
Con trưởng thành bay từ tháng 5 đến the end of tháng 6. They are active during daytime.
Ấu trùng ăn Tortula muralis, Helianthemum, Hypericum, Sedum và mosses growing on walls.